# 市布站

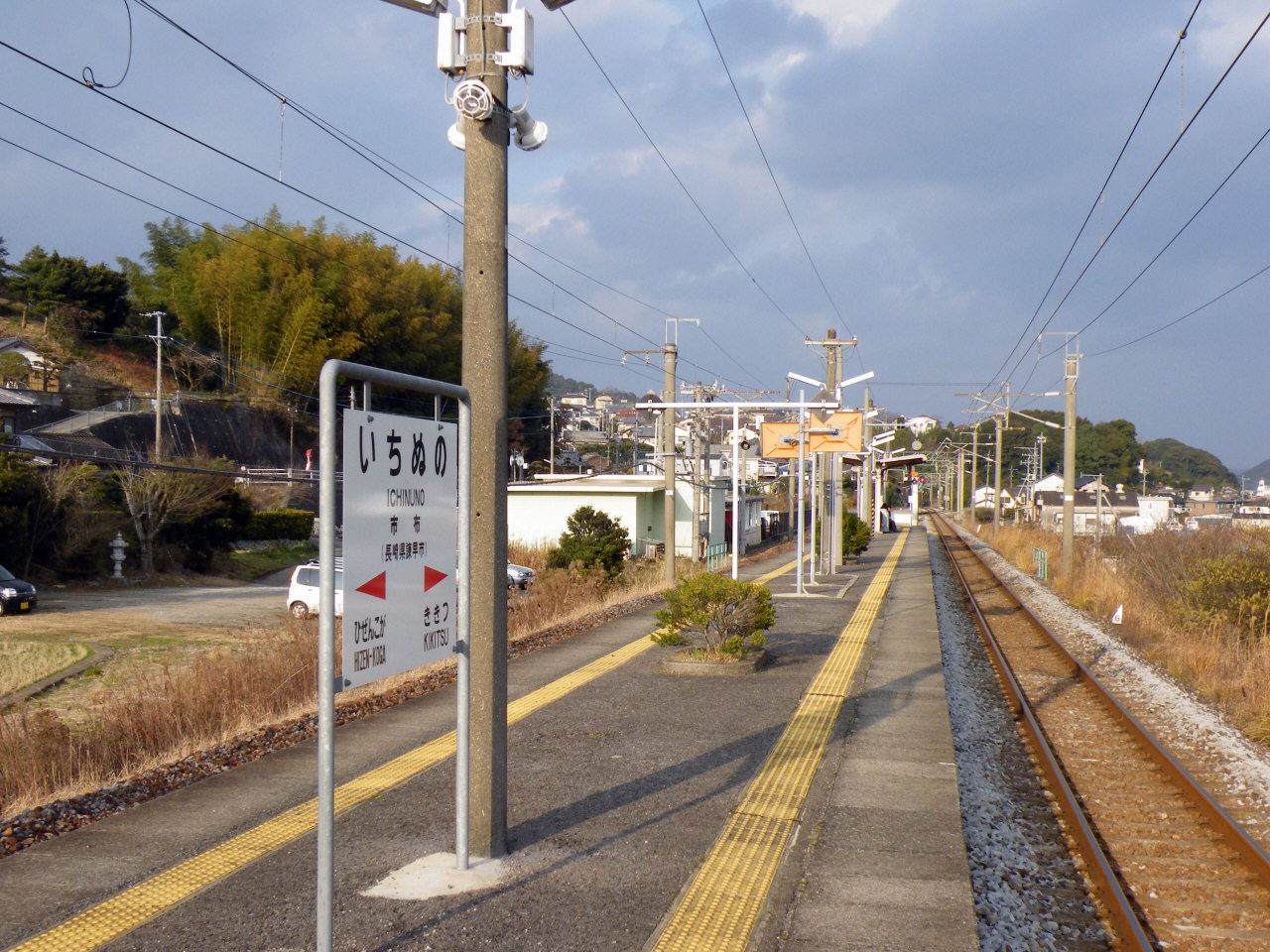
月台（2009年1月）

市布站（日语：／ Ichinuno eki */?）是位於長崎縣諫早市多良見町市布，九州旅客鐵道（JR九州）的長崎本線（新線）的車站。
所有行經新線的Sea Side Liner和普通列車，不論在列車布幕、月台上的報幕板或月台上的時間表，均會以本站為代表，標示（經市布）的字句。

## 車站構造
車站入口和月台均設於地面位置。但是有別於一般採用跨線天橋、又或是直接以平交道橫越路軌到達月台，本站是採用地下行人隧道方式連接車站入口及月台。
此站曾經是簡易委託車站，在2011年春天中止委託，當時只委托售票業務。另外，在行人通道入口設有1台自動售票機。此站沒有MARS系統或POS終端機，因此不可在此站購買特別急行票。若需要購買特別急行票或定期票，則需要在喜喜津站或諫早站等車站購買。

### 月台
設有1面2線的島式月台。地下隧道出入口位於月台末端向喜喜津方向。東邊的路線為直線路軌，為一線通過結構。過往特急「鷗」和快速「Sea Side Liner」如不需要列車交會情況下，便會在本線通過。
| 月台 | 路線      | 上下行 | 方向                                                           |
| ---- | --------- | ------ | -------------------------------------------------------------- |
| 1、2 | ■長崎本線 | 上行   | 諫早、湯江、肥前濱、江北方向 經■大村線往竹松、早岐、佐世保方向 |
| 1、2 | ■長崎本線 | 下行   | 長崎方向                                                       |

## 歴史
- 1972年10月2日：日本國有鐵道長崎本線新線喜喜津站至浦上站之間開通，此站啟用。
- 1987年4月1日：伴隨國鐵分割民營化，車站由九州旅客鐵道（JR九州）營運[1]。
- 2012年12月1日：包括此站在內的19個長崎地區車站引入了SUGOCA[2]。

## 使用狀況
以下為每年度本站1日平均乘車人次。2016年起，本站因平均使用人數未達至首300名而未有實數，不過又因每日使用人數超過100人，因而在列表後的附錄頁中表列。
| 乘車人次變化 | 乘車人次變化 |
| 年度         | 1日平均人次  |
| ------------ | ------------ |
| 2000         | 285          |
| 2001         | 285          |
| 2002         | 276          |
| 2003         | 281          |
| 2004         | 263          |
| 2005         | 270          |
| 2006         | 271          |
| 2007         | 256          |
| 2008         | 264          |
| 2009         | 261          |
| 2010         | 267          |
| 2011         | 247          |
| 2012         | 273          |
| 2013         | 282          |
| 2014         | 289          |
| 2015         | 276          |
| 2016         | 272          |
| 2017起       | >100         |

## 相鄰車站
九州旅客鐵道（JR九州）
■長崎本線
■區間快速「Sea Side Liner」
通過
■快速「Sea Side Liner」（部分列車停站）、■普通
喜喜津－市布－肥前古賀

## 外部連結
- JR九州市布站 （页面存档备份，存于）（日語）